# Park Yi-young
Park Yi-young (Koreanisch: 박이영; * 29. Juni 1994 in Seoul) ist ein südkoreanischer Fußballspieler. Der Abwehrspieler steht beim FC St. Pauli unter Vertrag.

## Karriere
Nachdem Park am 1. Februar 2013 aus seiner Heimat zum philippinischen Erstligisten Team Socceroo FC wechselte, gab er dort sein Startelfdebüt am 1. Spieltag gegen Pachanga Diliman. Das Spiel wurde 0:2 verloren und er wurde danach zum Stammspieler. Danach bestritt er weitere Spiele für Pachanga Diliman und Seoul TNT Fitogether FC. Beim FC St. Pauli II gab er sein Startelfdebüt am 3. Spieltag in der Regionalliga Nord, dem 29. Juli 2015, bei der 2:0-Auswärtsniederlage gegen den VfB Lübeck. In der ersten Mannschaft gab er sein Startelfdebüt am 18. Spieltag in der 2. Bundesliga, dem 29. Januar 2017, bei der 1:0-Heimniederlage gegen den VfB Stuttgart. Zur Saison 2020/21 wurde Park in die 3. Liga an den Aufsteiger Türkgücü München verliehen. Dort absolvierte er 28 Drittligaspiele, von denen er 22-mal in der Startelf stand. Zur anschließenden Saison kehrte Park dann zum FC St. Pauli zurück und wurde in die zweite Mannschaft integriert.